# Камінський Вітольд Болеславович

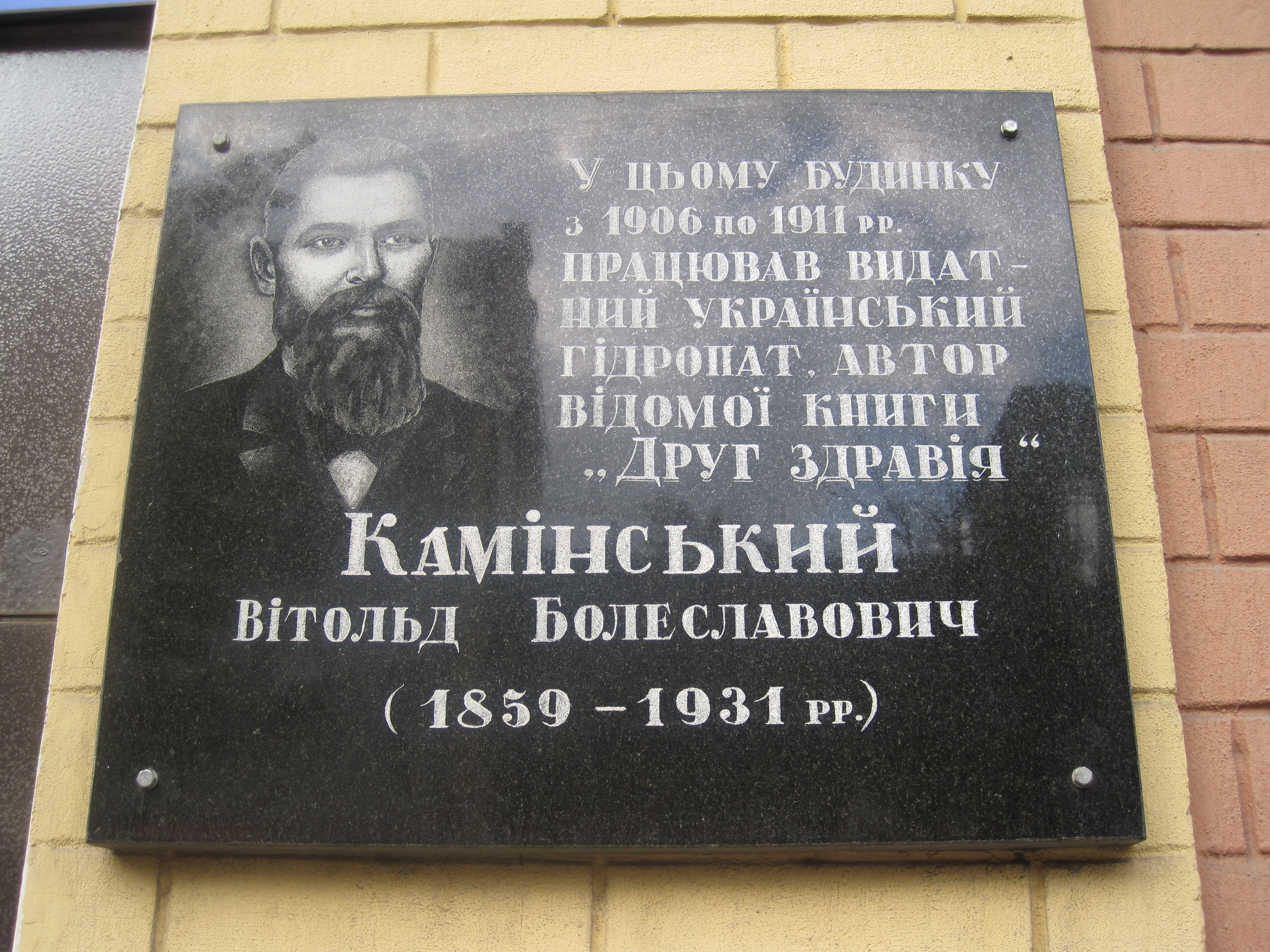
Меморіальна дошка Вітольду Камінському на будинку в Києві на вулиці Саксаганського, де він працював

Віто́льд Болесла́вович Камі́нський  (* грудень 1859 — 13 квітня 1931, Буча) — український лікар-гідропат (гідротерапевт) польського походження, потомствений шляхтич.

## Біографія
Народився на Полтавщині у сім'ї дворянина Болеслава Степановича Камінського. Болеслав та Елеонора Камінські мали п'ятьох дітей, а саме трьох хлопчиків: Вітольда, Луціана, Матеуша та двох доньок:  Марію Францишку та Людвіку Терезію.
Початкову освіту Вітольд, так само як і його брати і сестри, отримав у Мюнхені (Німеччина).  
В юності працював на телеграфі й мріяв про подорожі. Поступив до морехідного училища у Гамбурзі . Після його закінчення у складі екіпажу перебував у навколосвітньому плаванні. Але на вимогу своєї нареченої мусив відмовитися від кар'єри військового моряка. У Німеччині одружився з Бертою Едуардівною Драгонат (Berta Dragonat).
Захопившись ідеєю гідропатії, основоположниками якої були німецькі медики,  поступив на  відділення фізіотерапії Лейпцізького університету та закінчив його з відзнакою.
Повернувшись з Німеччини до Києва, відкрив водолікарню у дохідному будинку на вул. Маріїнсько-Благовіщенській (на теперішній вулиці Саксаганського, 20), яка користувалася величезною популярністю. Є свідчення, що паралізовані починали ходити, сліпі — прозрівали.
Певний час сім'я Вітольда Камінського проживала в орендованому житлі дохідного будинку за адресою вул. Маріїнсько-Благовіщенська, 78, кв.2 , Цей будинок  був побудований  у 1911-1912 рр. за проектом архітектора В.О. Шехоніна та належав В. Банецькій. До водолікарні найчастіше лікар ходив пішки, не вважаючи за потрібне витрачати кошти на послуги візниць.
Останні 20 років життя провів у своєму будинку в містечку Буча біля Києва, де успішно прдовжував приватну лікарняну практику.
Похований на кладовищі м. Буча, що знаходиться в мікрорайоні Лісова Буча. На могилі встановлено пам'ятник.

Друковані праці
1892 - .Каминский В.Б. Краткое описание домашнего употребления некоторых факторов естественного лечения.
1892 - Каминский В.Б. Техника применения факторов естественного лечения (физиатрики) в домашнем их исполнении.
1906 - Каминский В.Б.  Друг здравия. Энциклопедия гигиены, физико-диетического (физиатрического) пользования»,  1906.

### Наукова спадщина, вшанування пам'яті
У Німеччині «Друг здравія» визнаний одним із найкращих підручників із водолікування.
Японський професор Кацудзо Ніші у створенні своєї «Системи здоров'я Ніші» спирався, зокрема, на книгу В.Камінського.
В Україні відродженням наукової спадщини Камінського займалася Марія Кронік-Прокоф'єва. 
На будинку колишньої водолікарні Камінського в Києві (вул. Саксаганського, 20) встановлено меморіальну таблицю.
Меморіальну таблицю встановлено також на колишньому будинку Камінського в Бучі, одну з вулиць селища названо його іменем. Тут збереглися водолікарня та криниця Камінського, створено музей ученого.
Дослідником спадщини Камінського у Бучі є Михайло Васильович Тюменцев.
Онука В.Камінського, Єлизавета Петрівна Шамбранська, мешкає у Львові.
1992 року заходами вчителів-краєзнавців Надії Хвилі та Михайла Тюменцева видано брошуру з уривками з праць В.Камінського (тираж — 10 тис. прим.). 1999 року одне з видавництв Санкт-Петербурга без будь-яких узгоджень з укладачами видало цю книжку масовим тиражем.
2006 року в Києві вийшло репринтне видання «Друга здравія».
У місті відродився кабінет лікування за методикою професора Камінського, діють клуби здоров'я, які пропагують його вчення.
Наукову спадщину Камінського творчо розвиває лікар-фізіотерапевт Сергій Коломієць.